# Singapora shinshana
Singapora shinshana är en insektsart som först beskrevs av Matsumura 1932.  Singapora shinshana ingår i släktet Singapora och familjen dvärgstritar. Inga underarter finns listade i Catalogue of Life.